# Fernando Claudín
Pour les articles homonymes, voir Claudin (homonymie).
Fernando Claudín (Saragosse, 21 août 1915 - Madrid, 16 mai 1990) est un homme politique espagnol, dirigeant du Parti communiste d'Espagne.

## Biographie
Étudiant en architecture pendant la IIe République, il adhère en 1933 aux Jeunesses communistes d'Espagne. Il intervient activement dans le processus d'unification des JCE et des Jeunesses Socialistes, qui aboutit, le 1er avril 1936, à la formation des Jeunesses socialistes unifiées (JSU). Militant du PCE à partir de la guerre civile, il s'exile au Mexique après la défaite. Là, il va faire partie du Secrétariat local du PCE, avec Santiago Carrillo, Joan Comorera, Pedro Checa et Antonio Mije, sous la direction de Vicente Uribe.
En 1954, il mène, aux côtés de Santiago Carrillo, une lutte pour la direction face à Dolores Ibárruri et Vicente Uribe, prenant parti pour ce qui va devenir la nouvelle politique de « réconciliation nationale » mise en avant par la suite par le PCE. En février 1956, il assiste au XXe Congrès du PCUS, au cours duquel est approuvée la nouvelle ligne de déstalinisation en URSS, soutenue par Nikita Khrouchtchev. En avril et mai, a lieu un plenum du Bureau politique du PCE, qui permet de résoudre les différends antérieurs. Ibárruri change de ligne et pactise avec les "jeunes", Uribe est destitué et Carrillo accède à la haute direction du parti, suivi par Claudín. 
Après le VIe Congrès du PCE, qui a lieu en 1960, Claudín est élu membre du Comité central et de ses organes de direction : le Comité exécutif et le Secrétariat. Celui-ci se compose alors de Carrillo (secrétaire général en remplacement de Dolores Ibárruri, démissionnaire), Claudín, Ignacio Gallego, Antonio Mije et Eduardo Garcia. 
À partir de là, des divergences apparaissent entre Claudín et Carrillo à propos de l'analyse de la situation en Espagne et des tâches du PCE face au régime franquiste. En mars 1964, Claudín expose ses positions devant le Comité exécutif. Carrillo et la direction maintiennent que la tâche à accomplir face à la dégradation du franquisme est une « révolution démocratique » ou « rupture » dans laquelle le PCE doit avoir un rôle dirigeant ; Claudín estime qu'il existe une nouvelle réalité socioéconomique en Espagne, et qu'il faut rechercher des appuis dans de nouveaux secteurs d'opposition comme les intellectuels ou les étudiants, et créer une vaste plateforme d'opposition. En novembre, il est exclu du parti, en même temps que Jorge Semprún, qui avait des positions analogues aux siennes (dans une intervention, Dolores Ibárruri les qualifie d' « intellectuels à tête de linotte »). 
Après la mort de Franco et le début de la transition démocratique, Claudín rentre en Espagne, et devient membre du PSOE, qui le nomme directeur de la Fondation Pablo Iglesias. Il a aussi collaboré au journal El País.

## Sources
- Jorge Semprún, Autobiographie de Federico Sanchez